# 法赫萨湾

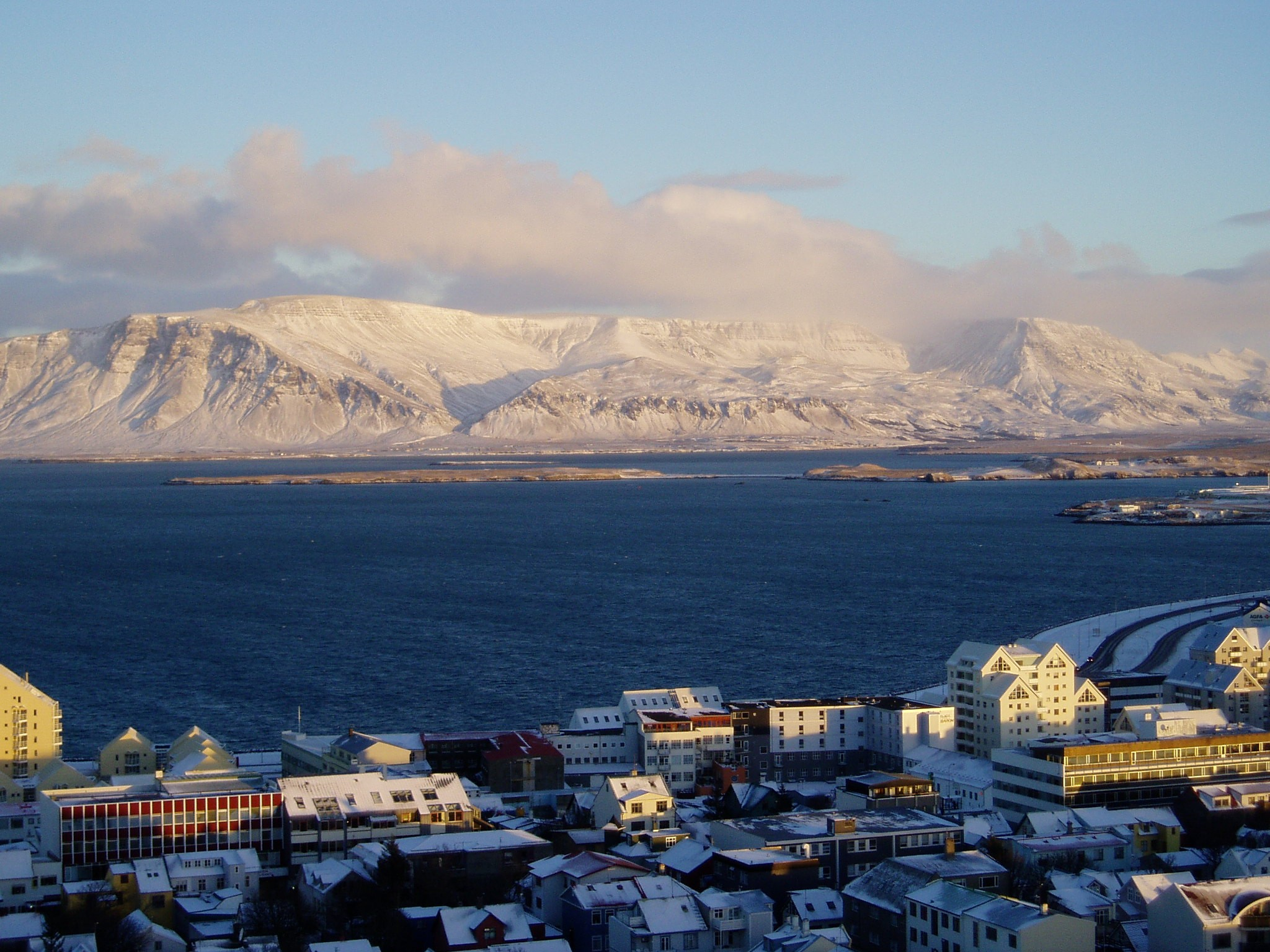
雷克雅未克附近的法赫萨湾

法赫萨湾是冰岛西南岸的一个海湾，东西宽约50公里，南北长80公里，北为斯奈山半岛，南为雷恰角半岛，西与大西洋相通。沿岸为优良渔场。沿岸主要城市包括首都雷克雅未克，阿克拉内斯等。